# Gérard Bourgeois (réalisateur)
Pour les articles homonymes, voir Bourgeois et Gérard Bourgeois.
Gérard Bourgeois, né le 15 août 1871 à Genève et mort le 15 décembre 1944 à Paris 18e, est un réalisateur français de la période du cinéma muet.

## Biographie
Né en Suisse de parents français, Xavier Maurice Gérard Bourgeois, dit  Gérard Bourgeois, après avoir passé dix ans au théâtre, devient directeur artistique de Lux-films. En 1911, il rejoint la compagnie Pathé. Il y tourne d'abord des films historiques (Cadoudal), puis des films réalistes (Victimes de l'alcoolisme), avant de fonder en 1927 sa propre maison de production avec René Mathey, les Films MB (Bourgeois-Mathey). Il réalise 142 films entre 1908 et 1925.	
Gérard Bourgeois s'installe à Neuilly avant 1914. Au début de la guerre de 14-18, il s'engage comme volontaire étranger avec son fils au sein de l'armée française. Il y côtoie Blaise Cendrars. Il est évacué huit jours après son arrivée au front pour cause de maladie.

## Filmographie

### Réalisateur

#### Années 1900
- 1908 : Un drame sous Richelieu
- 1908 : Louis XVII
- 1908 : Le Secret du récif
- 1908 : Les Débuts d'un aviateur
- 1908 : L'Épave
- 1908 : La Voix du cœur
- 1908 : La Vengeance de Mandel
- 1908 : La Fille du braconnier
- 1908 : Cœurs brisés
- 1908 : La Faute d'une mère
- 1908 : Dévouement d'enfant
- 1908 : Le Fou de la falaise
- 1908 : La Vente du diable
- 1908 : La Légende des étoiles
- 1909 : Un mauvais gars
- 1909 : Un drame sur la côte bretonne
- 1909 : Sous le drapeau
- 1909 : Life in the Next Century
- 1909 : Le Vertige de l'or
- 1909 : Le Soulier de Cendrillon
- 1909 : Les Deux Épaves
- 1909 : Le Repentir
- 1909 : Le Petit Tambour de la république[4]
- 1909 : Le Pèlerin aveugle
- 1909 : L'Enfant adoptif
- 1909 : Le Conscrit de 1809
- 1909 : Le Coffre-fort
- 1909 : La Jeunesse de Vidocq (ou Comment on devient policier) en co-réalisation avec Georges Denola
- 1909 : Le Chien du matelot
- 1909 : Le Casque du dragon
- 1909 : Le Bon Chemineau
- 1909 : La Vengeance du sire de Guildo
- 1909 : La Vendetta
- 1909 : La Vendéenne
- 1909 : L'Atroce Vengeance
- 1909 : La Petite Marquise
- 1909 : La Petite joueuse d'orgue
- 1909 : L'Amour et la guerre
- 1909 : La Momie du roi
- 1909 : La Flûte de Pan
- 1909 : La Fiancée du corsaire
- 1909 : L'Affreux Devoir
- 1909 : Frédéric le Grand en coréalisation avec Jean Durand
- 1909 : Dans la tourmente
- 1909 : Au pays des tulipes
- 1909 : L'Héritage volé
- 1909 : La Fin d'un beau rêve
- 1909 : Nantilde
- 1909 : Le Bouffon du roi
- 1909 : Le Retour de Colombine
- 1909 : Piétro le bandit
- 1909 : L'Enfant de la folle

#### Années 1910
- 1910 : Père justicier
- 1910 : L'Homme aux deux visages
- 1910 : Hamlet
- 1910 : Le Vieux briscard
- 1910 : Les Fleurs
- 1910 : Les Clefs de Saint-Pierre
- 1910 : Le Récit d'un vieux soldat
- 1910 : Le Nouveau Marquis
- 1910 : Le Ménestrel
- 1910 : La Vierge de Tonio
- 1910 : La Vengeance de l'histrion
- 1910 : La Folle
- 1910 : La Fin du vieux vagabond
- 1910 : La Fille du forçat
- 1910 : Frères ennemis
- 1910 : Fatima
- 1910 : Dernier duel
- 1910 : Rico le bouffon
- 1910 : Charles Quint
- 1911 : Vincent le boiteux
- 1911 : Vidocq
- 1911 : Une aventure de Van Dyck
- 1911 : Son fils
- 1911 : Service secret
- 1911 : Rose sauvage
- 1911 : Richelieu
- 1911 : Nick Winter et le vol de la Joconde / C'est Nick Winter qui a retrouvé la Joconde (réalisateur possible)
- 1911 : Nick Winter et l'affaire du Célébric Hôtel
- 1911 : Nick Winter contre Nick Winter
- 1911 : Le Vieux facteur
- 1911 : Le Donge de Nick Winter
- 1911 : Le Sacrifice d'Absalon
- 1911 : Le Roman d'une pauvre fille
- 1911 : Le Rêve brisé
- 1911 : Le Moulin du Val-Joli
- 1911 : Le Joueur d'orgue électrisé
- 1911 : Le Démon du jeu
- 1911 : Le Crime de Jacques Morel
- 1911 : Le Cœur, la Rose et le Poignard
- 1911 : La Vengeance de Dieu
- 1911 : Latude ou Trente-cinq ans de captivité en coréalisation avec Georges Fagot
- 1911 : La Rivale de Richelieu
- 1911 : L'Amie de l'orphelin
- 1911 : La Folie du Docteur Knaff
- 1911 : La Dot de l'empereur
- 1911 : Gloire d'un jour
- 1911 : Fils indigne
- 1911 : Danseuse de Montmartre
- 1911 : Cœur de Bohémienne
- 1911 : Cartouche[5]
- 1911 : Cadoudal[6]
- 1911 : Cagliostro[7]
- 1911 : Cabotine
- 1911 : L'Accident
- 1911 : Rival de Satan
- 1911 : Le Mystère du château de Beaufort
- 1911 : Victimes de l'alcoolisme / Les Victimes de l'alcool
- 1912 : Une vengeance d'Edgar Poë
- 1912 : Le Fumiste
- 1912 : Le Frère d'armes
- 1912 : L'Attrait de Paris
- 1912 : Méprise fatale
- 1912 : La Conquête du bonheur
- 1913 : Les Apaches
- 1913 : L'Absente
- 1913 : La Justicière - Épisode 1: Le mystérieux voyageur coréalisation avec Victorin-Hippolyte Jasset
- 1913 : La Justicière - Épisode 2: L'anneau de la morte coréalisation avec Victorin-Hippolyte Jasset
- 1913 : La Justicière - Épisode 3: L'expiation coréalisation avec Victorin-Hippolyte Jasset
- 1913 : Fascination
- 1913 : La Nièce d'Amérique
- 1914 : Le Serment de Dolorès
- 1914 : L'Affaire d'Orcival
- 1915 : La Maison du passeur
- 1915 : Le Réprouvé
- 1915 : La Revanche de l'orphelin
- 1915 : L'Aventurier
- 1915 : L'Ambitieuse
- 1916 : Christophe Colomb / La Vie de Christophe Colomb avec Georges Wague
- 1916 : Un coup de feu dans la nuit
- 1916 : L'Ombre du passé
- 1917 : Le Capitaine noir
- 1917 : Protéa IV ou Les mystères du château de Malmort
- 1918 : Fauvette
- 1919 : Le Fils de la nuit

#### Années 1920
- 1920 : Les Mystères du ciel
- 1921 : Un drame sous Napoléon
- 1922 : La Dette de sang (ou René Kervan)
- 1922 : Faust, film en relief[8]
- 1924 : Terreur en coréalisation avec Edward José
- 1924 : L'Homme sans nerfs (Der Mann ohne Nervenen) coréalisation avec Harry Piel
- 1925 : Face à la mort (ou Au secours ou Plus rapide que la mort) en coréalisation avec Harry Piel
- 1925 : Zigano en coréalisation avec Harry Piel

### Scénariste
- 1915 : La Maison du passeur, de lui-même (scénario)
- 1915 : Protéa III ou La course à la mort de Joseph Faivre (scénario)
- 1917 : Protéa IV ou Les mystères du château de Malmort, de lui-même (scénario)
- 1925 : Face à la mort / Plus rapide que la mort, de lui-même (scénario)
- 1942 : Mam'zelle Bonaparte de Maurice Tourneur, roman en coécriture avec Pierre Chanlaine